# Nikon-DL-Serie
Die Nikon-DL-Serie war eine geplante Serie hochwertiger, kompakter Digitalkameras des japanischen Herstellers Nikon. Am 23. Februar 2016 wurden drei Kameramodelle vorgestellt: die Nikon DL24-85 f/1.8-2.8 mit 2.8× optischem Zoom, die Nikon DL18-50 f/1.8-2.8 mit 3.6× optischem Zoom und die etwas größere Nikon DL24-500 f/2.8-5.6 mit 21× optischem Zoom im Format einer Bridgekamera.

## Charakteristika
Die Kameras der Nikon DL-Serie sollten qualitativ hochwertige Objektive aufweisen und waren in der Bedienung an DSLR-Kameras angelehnt. Größe und das Gewicht entsprachen aber Kompaktkameras beziehungsweise im Fall der DL24-500 einer Bridgekamera.

## Sensor
Alle Kameras der Nikon DL-Serie sollten mit dem aus der Nikon-1-Serie bekannten Bildsensor im 1-Zoll-Format (bei Nikon CX-Format genannt) ausgestattet werden. Der Sensor hat ein Seitenverhältnis von 3:2 und misst 13,2 × 8,8 mm, der Formatfaktor relativ zum Kleinbildformat beträgt 2,7 und die Schärfentiefe ist im Vergleich zum Kleinbildformat um 2,9 Blenden verlängert.

## Markteinführung und Absage
Ursprünglich war eine Markteinführung im Juni 2016 geplant. Im April 2016 gab Nikon bekannt, dass dieser Termin nicht gehalten werden kann. Es müssen noch wichtige Anpassungen am Bildverarbeitungs-Prozessor vorgenommen werden.
Am 13. Februar 2017 gab Nikon bekannt, dass die DL-Serie nicht erscheinen wird.

## Galerie zur Nikon-DL-Serie

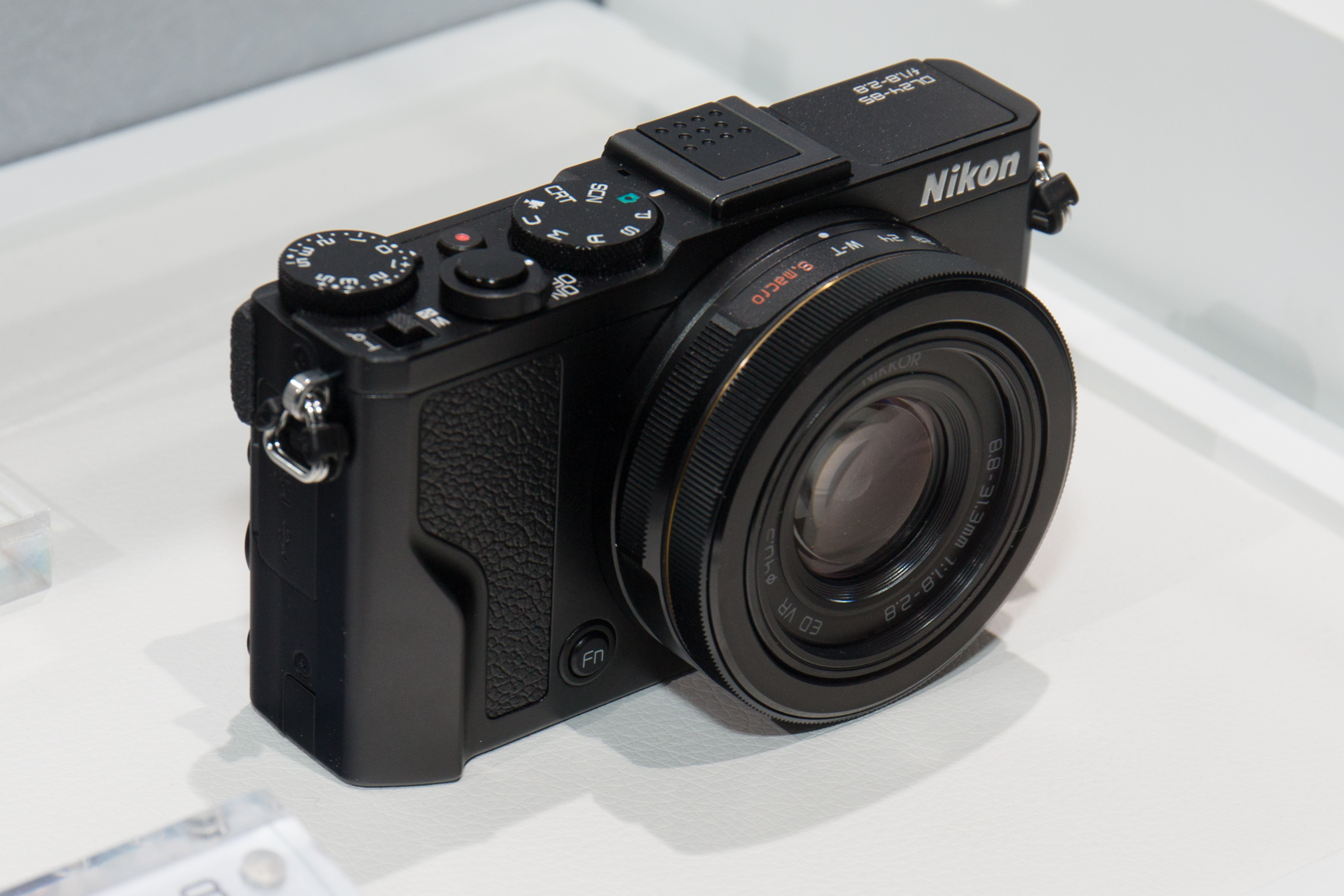
Nikon DL24-85
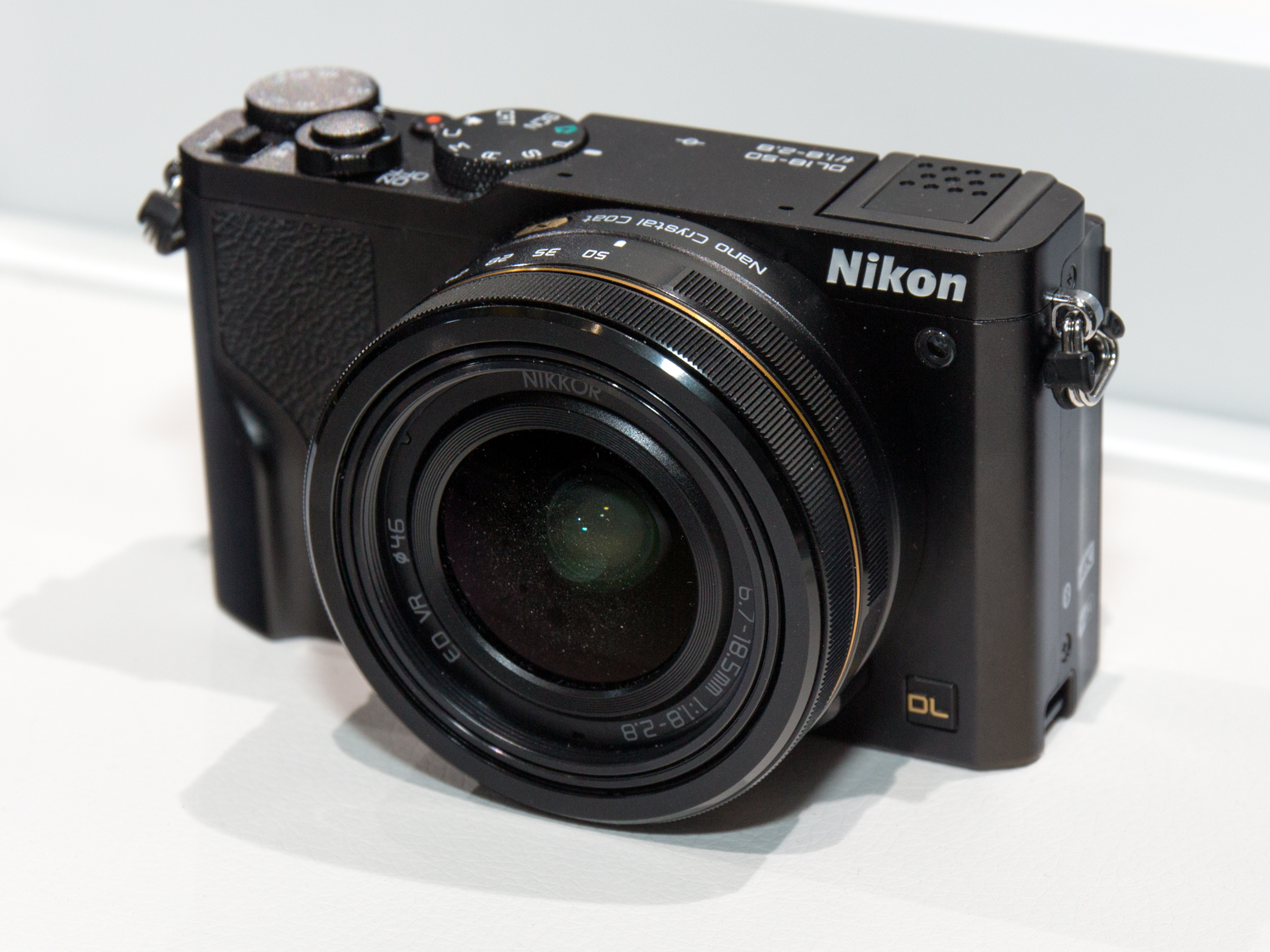
Nikon DL18-50
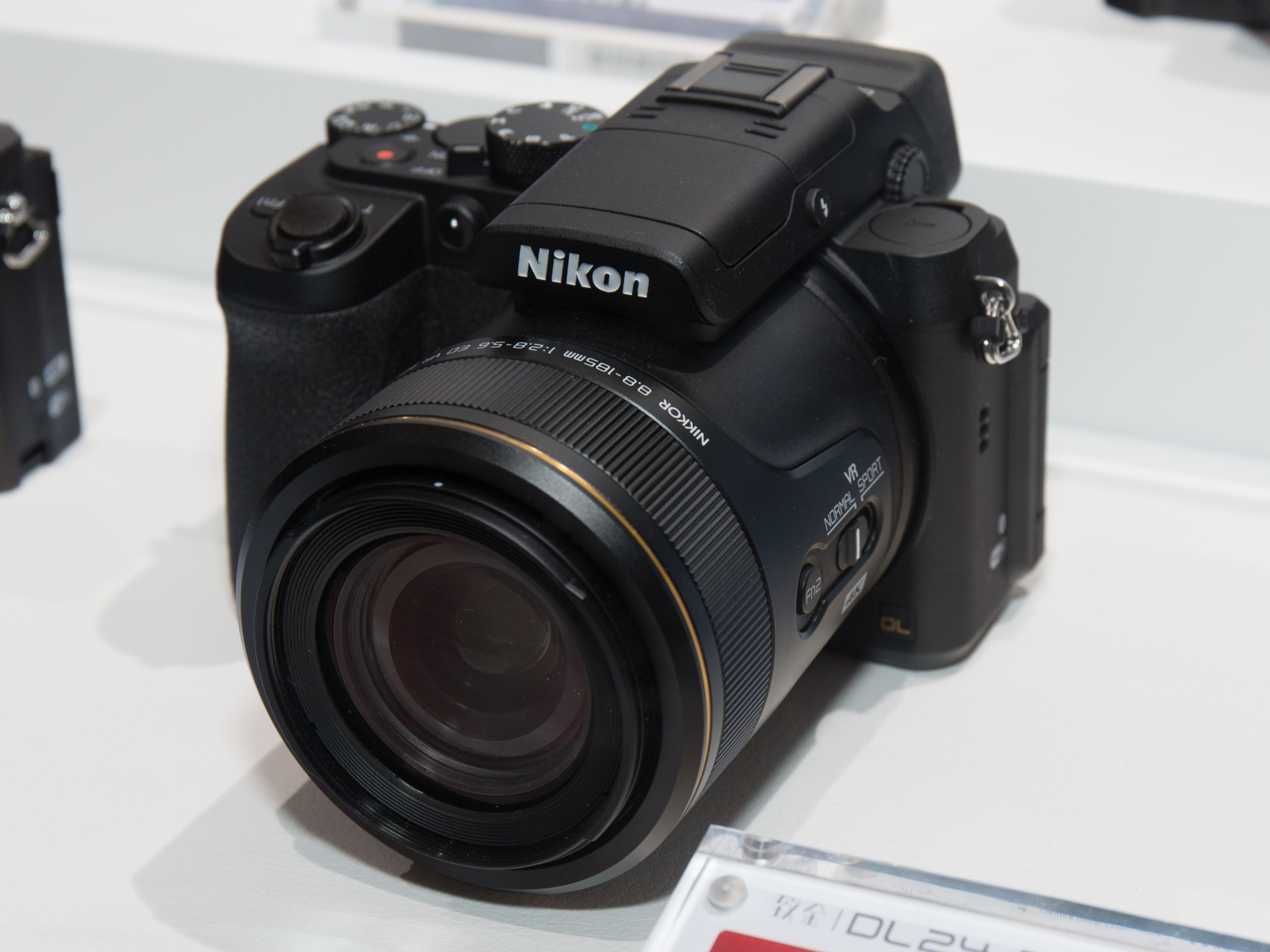
Nikon DL24-500